# Reticularia lycoperdon
Espèce
Synonymes
- Enteridium lycoperdon (Bull.) M.L.Farr, 1976

Reticularia lycoperdon , qui s'est aussi appelé Enteridium lycoperdon, est une espèce de myxomycètes de la famille des Tubiferaceae. 
Son plasmode forme une masse granuleuse plus ou moins hémisphérique de 5 à 8 cm, blanchâtre, voire métallisée, évoquant les vesses-de-loup, d'où son nom, d'autant que, comme chez celles-ci, l'enveloppe externe éclate à maturité pour libérer une sporée pulvérulente blanche puis vite brunâtre.
Reticularia lycoperdon se trouve surtout au début du printemps dans les régions tempérées, en forêt humide, voire en ripisylve, sur divers bois pourrissants.
Il fait partie, avec Fuligo septica, des quelques Myxomycètes réputés comestibles et est encore consommé par les indigènes du Mexique occidental.

### Sous le nomReticularia lycoperdon(nom actuel)
- (en) Catalogue of Life : Reticularia lycoperdon Bull., 1790 (consulté le 21 décembre 2020)
- (en) Index Fungorum : Reticularia lycoperdon Bull. 1791 (consulté le 12 juin 2013)
- (en) MycoBank : Reticularia lycoperdon Bull. (consulté le 12 juin 2013)
- (en) NCBI : Reticularia lycoperdon (taxons inclus) (consulté le 12 juin 2013)

### Sous le nomEnteridium lycoperdon(synonyme)
- (en) Catalogue of Life : Enteridium lycoperdon (Bull.) M.L. Farr, 1976 (consulté le 12 juin 2013)
- (en) Index Fungorum : Enteridium lycoperdon (Bull.) M.L. Farr 1976 Non valide (consulté le 12 juin 2013)
- (fr + en) ITIS : Enteridium lycoperdon  (Bull.) M.L. Farr (consulté le 12 juin 2013)
- (en) MycoBank : Enteridium lycoperdon (Bull.) M.L. Farr Non Valide (consulté le 12 juin 2013)